# Archevêché titulaire d'Athènes
 (février 2025).
Si vous disposez d'ouvrages ou d'articles de référence ou si vous connaissez des sites web de qualité traitant du thème abordé ici, merci de compléter l'article en donnant les références utiles à sa vérifiabilité et en les liant à la section « Notes et références ».
Athènes était un archevêché titulaire de l'Église catholique romaine.
Son origine remonte à un ancien siège épiscopal situé dans l'actuelle capitale grecque, Athènes, qui faisait partie de la province romaine d'Achaïe durant l'Antiquité.
| Évêque titulaire d'Athènes |                                   | |                   |                   |
| Numéro                     | Nom                               | Fonction | du                | au                |
| 1                          | Bernardo da Cherio, O.F.M.        | | 29 mai 1517       |                   |
| 2                          | Jean de Barton                    | | 24 janvier 1530   |                   |
| 3                          | Alexander Gordon                  | | 4 septembre 1551  | 1558              |
| 4                          | Attilio Amalteo (it)              | Nonce apostolique à Cologne | 14 août 1606      | 25 mai 1633       |
| 5                          | Gaspare Mattei                    | Nonce apostolique en Autriche (en) | 5 septembre 1639  | 13 juillet 1643   |
| 6                          | Nicola Guidi di Bagno             | Nonce apostolique en France | 15 mars 1644      | 28 mai 1657       |
| 7                          | Iacopo Altoviti (it)              | | 29 juillet 1658   | 18 avril 1667     |
| 8                          | Carlo de’ Vecchi                  | Évêque émérite de Chiusi (Grand-duché de Toscane)                                                                                         | 27 avril 1667     | 13 mars 1673      |
| 9                          | Francesco Boccapaduli (it)        | Évêque émérite de Città di Castello, Nonce apostolique de Suisse (États pontificaux)                                                      | 15 juillet 1675   | 23 novembre 1680  |
| 10                         | Marcello d'Aste                   | 18 janvier 1692 – 3 septembre 1695, Nonce apostolique de Suisse, 3 septembre 1695 – 30 juin 1698 Secrétaire du Dicastère pour les évêques | 10 décembre 1691  | 3 février 1700    |
| 11                         | Philippe-Antoine Gualterio        | Vice-Légat en Avignon | 30 mars 1700      | 21 novembre 1701  |
| 12                         | Giuseppe Vallemani                | | 5 décembre 1701   | 28 novembre 1707  |
| 13                         | Pier Marcellino Corradini         | Auditeur et canoniste de la Pénitencerie apostolique                                                                                      | 7 novembre 1707   | 21 novembre 1712  |
| 14                         | Silvio de' Cavalieri (it)         | | 5 octobre 1712    | 11 janvier 1717   |
| 15                         | Bartolomeo Massei                 | Doyen des clercs de la Chambre apostolique                                                                                                | 3 février 1721    | 8 janvier 1731    |
| 16                         | Nicola Saverio Albini             | | 8 janvier 1731    | 11 avril 1740     |
| 17                         | Ludovico Merlini                  | | 27 octobre 1740   | 12 novembre 1762  |
| 18                         | Giovanni Carlo Boschi             | Préfet (de) de la Maison pontificale | 22 septembre 1760 | 21 juillet 1766   |
| 19                         | Ignazio Reali                     | | 26 septembre 1766 | 8 décembre 1767   |
| 20                         | Giuseppe Maria Contesini          | | 25 janvier 1768   | 28 février 1785   |
| 21                         | Giulio Cesare Zollio (it)         | Nonce apostolique à Munich | 27 juin 1785      | 13 avril 1795     |
| 22                         | Camillo Campanelli                | Ensuite évêque de Pérouse | 27 juin 1796      | 23 septembre 1805 |
| 23                         | Giovanni Francesco Guerrieri (de) | Archevêque de la Curie | 16 mars 1808      | 27 septembre 1819 |
| 24                         | Giovanni Francesco Falzacappa     | Archevêque de la Curie | 27 septembre 1819 | 10 mars 1823      |
| 25                         | Francesco Tiberi Contigliano      | Nonce apostolique en Espagne | 2 octobre 1826    | 2 juillet 1832    |
| 26                         | Ludovico Tevoli (it)              | Secrétaire de la Congrégation pour les indulgences et les reliques sacrées (en), Aumônerie apostolique                                    | 17 décembre 1832  | 17 octobre 1856   |
| 27                         | Mariano Falcinelli Antoniacci OSB | Internonce apostolique du Brésil (en) | 21 décembre 1857  | 22 décembre 1873  |